# Clarbec
Clarbec – miejscowość i gmina we Francji, w regionie Normandia, w departamencie Calvados.

## Demografia
Według danych na rok 2010 gminę zamieszkiwały 383 osoby, a gęstość zaludnienia wynosiła 39 osoby/km².

Populacja Clarbec w latach 1962 - 2008